# Саприч, Алис
Алис Саприч (фр. Alice Sapritch, тур. Sapriç, 29 июля 1916, Турция — 24 марта 1990, Париж, Франция) — французская актриса армянского происхождения.

## Биография
Родилась в армянской семье на территории нынешней Турции, в пригороде Стамбула, в Стамбуле же провела детство.
Семья испытывала финансовые трудности из-за игровых долгов отца, который преподавал французский язык в Стамбуле. Алис называла своё детство несчастным: «Мне не нравится ребёнок, которым я была. Моё детство не относится к той женщине, которой я стала. Не хочу вспоминать об этом». В шестилетнем возрасте её отправили из Турции к бабушке в Брюссель, где девочка окончила школу. В 16 лет Алис переехала в Париж, где работала моделью для художников, в частности, для скульптора Шарля Деспио. Алис поступила на театральный курс «Симон», затем в 1939 году — в Высшую национальную консерваторию драматического искусства в класс Жоржа-Гюстава Тудуза и мадам Дюссан, где в 1941 году получила второе место в номинации «Трагедия». Свою первую роль королевы Гертруда актриса сыграла в постановке шекспировского «Гамлета».
Во время войны Саприч встречалась с писателем крайне правых взглядов Робером Бразийяком, который за шпионаж и пособничество врагам был приговорён к расстрелу в феврале 1945 года. После войны Саприч познакомилась с Гийомом Аното, за которого вышла замуж в 1950 году. Они развелись в 1971 году.
1950 год ознаменовался её дебютом в кино: сценарий для фильма «Le Tampon du capiston» написал её муж. Далее она появлялась в фильмах «Le Crime du Bouif» (1952), «Первое мая» (фр. Premier mai, 1958) с Ивом Монтаном, «Игрок» (фр. Le Joueur, 1958) режиссёра Клода Отан-Лара, «Негодяи» (фр. Les Scélérats, 1959) постановки Робера Оссейна, «Угроза» (1960) режиссёра Жерара Ури, «Завещание Орфея» (1960) Жана Кокто, «Стреляйте в пианиста» (1960) режиссёра Франсуа Трюффо. Однако фильмы не принесли актрисе известность.
По совету актёра Андре Франка в 1959 году Саприч начинает карьеру на телевидении, которая принесёт ей успех и известность. Актриса признавалась: «Моя жизнь началась лишь с телевидения». Здесь она получает главные роли в телевизионных адаптациях: «Кузина Бетта» Бальзака, «Судьба» Мориака (1965), «La Bonifas» де Лакретелля (1968), «Рыцарь ключей» (1966) Барбе, «Деревенский священник» по мотивам романа Бальзака (1968), «Гадюка в кулаке» Пьера Кардиналя по мотивам романа Эрве Базена (1971).
Успех в кино к Саприч пришёл в возрасте 55 лет, когда она сыграла комедийную роль дуэньи в фильме Жерара Ури «Мания величия» (1971). Здесь она вновь играла с известными актёрами Лу де Фюнесом (также «На древо взгромоздясь») и Ивом Монтаном. Несмотря на выросшую популярность в 1970-х годах, комедийные фильмы этих годов со своим участием актриса называла нанарскими. Параллельно играла трагические роли в театре. К концу 1970-х годов актриса отказалась от ролей в комедиях во «французском стиле» (исключение — фильм «Адам и Ева» 1984 года) и изменила амплуа, вернувшись к драматическим ролям в кино: например, «Сёстры Бронте» (1979) Андре Тишине и «Дело Мари Беснар» (1986), за роль в котором удостоилась телевизионной награды 7 d’Or. В 1989 году Саприч исполнила главную роль в двухсерийном телефильме «Екатерина Медичи» Ива-Андре Юбера.
С 1950 по 1989 годы Алис Саприч сыграла около 70 ролей в кино и на телевидении.
В 1975 году Саприч записала музыкальный альбом (переиздан в 2003 году), а в 1986 году выпустила пластинку «Slowez-moi». Также актриса издала несколько автобиографических книг: «Алис» (фр. Alice), «Мои городские ужины» (фр. Mes dîners en ville), «Женщина на виду: моя правда» (фр. Femme-public : ma vérité) и «Неоконченные мемуары» (фр. Mémoires inachevés), а также роман «Угроза любви» (фр. Un amour menacé) 1973 года.
Её пародировали комедианты Клод Вега и Тьери ле Люрон, что сначала актриса воспринимала болезненно. В 1980-е годы она регулярно участвовала в шоу «Grosses Têtes», где постоянно становилась объектом насмешек за свой возраст. Также Саприч проявила самоиронию («Раньше я была уродиной») в рекламе чистящих средств «Jex Four» 1983 года.
Является Кавалером Ордена Почётного легиона, который ей вручил лично президент Франсуа Миттеран.
Актриса умерла от рака 24 марта 1990 года в Париже в возрасте 73 лет. Её тело было кремировано в крематории кладбища Пер-Лашез, а прах развеян над рекой.

## Избранная фильмография
- 1960 — Стреляйте в пианиста / Tirez sur le pianiste — консьержка; реж. Франсуа Трюффо
- 1961 — Угроза / La menace — посетительница; реж. Жерар Ури
- 1966 — Кто вы, Полли Магу?, реж. Уильям Кляйн
- 1971 — Гадюка в кулаке, реж. Пьер Кардиналь
- 1971 — На древо взгромоздясь / Sur un arbre perché, реж. Серж Корбер
- 1971 — Мания величия — дуэнья; реж. Жерар Ури
- 1973 — Слегка беременный, реж. Жак Деми
- 1974 — Двери Лувра / Les guichets du Louvre, реж. Мишель Митрани
- 1974 — Безумная кровать / Le Plumard en folie
- 1979 — Сёстры Бронте, реж. Андре Тешине